# Вогнетриви

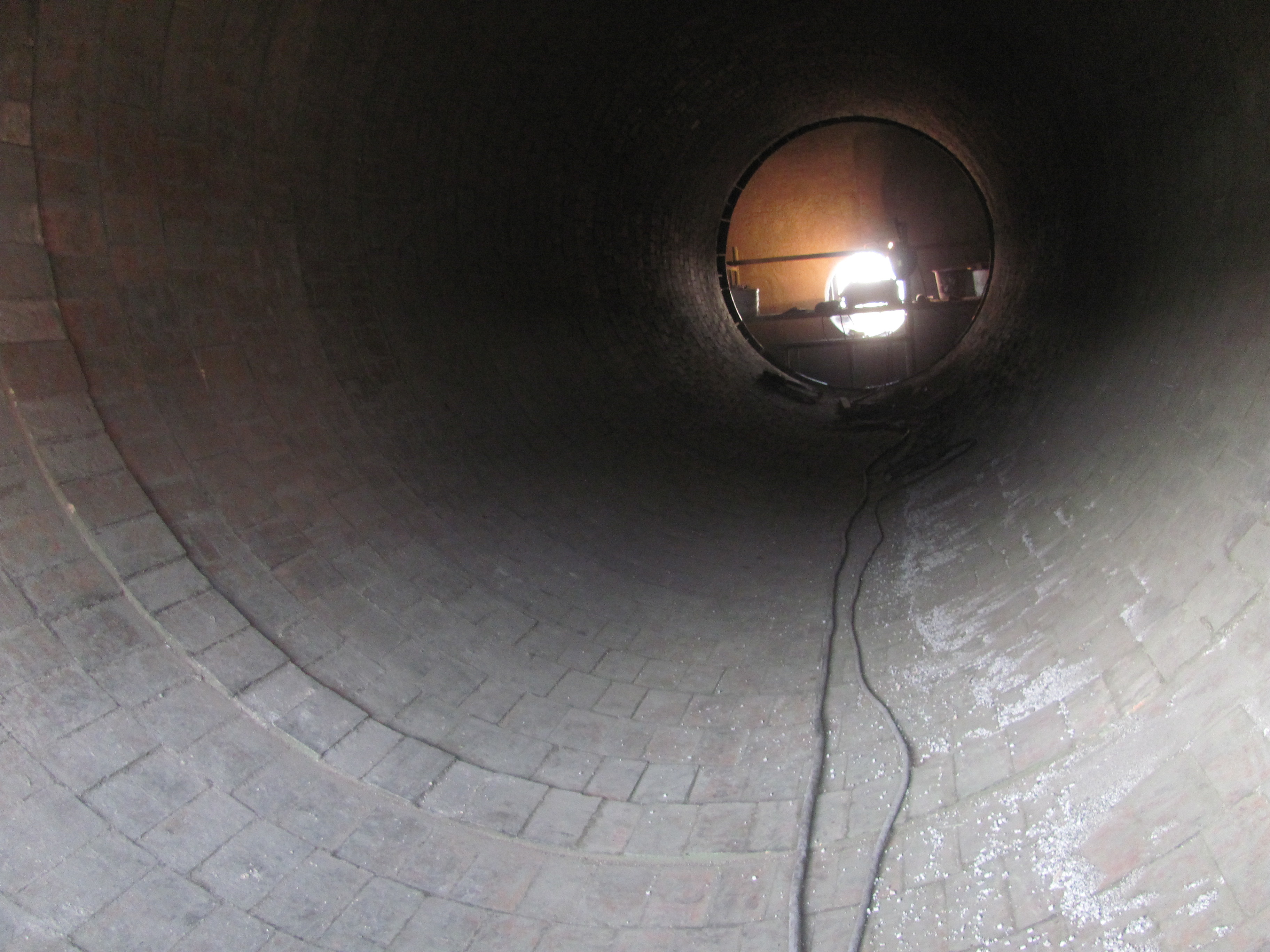
Промислова обертова піч, викладена (футерована) з середини вогнетривкою цеглою

Вогнетри́ви або вогнетривкі́ матеріа́ли — матеріали (сировина, виріб), що мають вогнетривкість не менше 1580 °C.

## Структура та класифікація
Більшість вогнетривких матеріалів — це фізично складні і хімічно неоднорідні системи з кристалічною і склоподібною фазами. Кристали складаються з вогнетривких оксидів, таких як Al2О3, SiO2, MgO тощо, що мають високу температуру плавлення. У більшості вогнетривких матеріалів вогнетривкі кристали відокремлені один від одного склоподібною фазою, проте в деяких матеріалах вони утворюють кристалічний зросток.
За хіміко-мінералогічним складом вогнетриви поділяють на типи: кремнеземні, алюмосилікатні (низько-, середньо- і високоглиноземисті), магнезійні, магнезійно-вапняні, магнезійно-шпінелідні, магнезійно-силікатні, вуглецеві, карбідокремнієві, цирконисті, оксидні й неокисні.
За хімічними властивостями вогнетривкі матеріали поділяються на кислі, нейтральні та основні.
Кислі вогнетриви представлені матеріалами, що мають високий вміст SiO2, залежно від якого зростає вогнетривкість до 1700°С. Представниками кислих вогнетривів є кварцовий пісок, динасова цегла та ін.
Нейтральні — глиноземисті, вуглевмісні та хромітові матеріали, їх вогнетривкість становить 1500…2000 °C.
Осно́вні вогнетриви представлені матеріалами з великим вмістом оксидів MgO, CaO таких, як доломіт, хромомагнезит та магнезит. Доломіт після випалювання має вогнетривкість до 1950 °C, а магнезит і хромомагнезит — до 2000 °C.
За ступенем вогнетривкості матеріали поділяють на:
- вогнетривкі, з вогнетривкістю до температур 1580...1770 °C (динасові, кварцові, напівкислі, шамотні);
- високовогнетривкі, з вогнетривкістю до температур 1770...2000 °C (високоглиноземисті, доломітові, карборундові, форстеритові, хромітові);
- вищої вогнетривкості, з вогнетривкістю до температур понад 2000 °C (магнезитові, хромомагнезитові, шпінельні, цирконієві, коксові, графітові, з чистих оксидів та на основі безкисневих тугоплавких сполук).

За щільністю вогнетриви бувають: особливо щільні (пористість менша за 3%), високощільні (10...20%), звичайні (20...30%) і теплоізоляційні, або легковагі (45...85%). 
Крім того, є вогнетриви формовані (наприклад, фасонна і звичайна цегла, труби, плити) і неформовані (наприклад, порошки, розчини, обмазки, бетони).

## Сировина
Виробництво більшості вогнетривких матеріалів полягає у перетворенні дрібноподрібненої маси вихідних вогнетривких компонентів на моноліт вогнетривкого виробу за температур, нижчих, ніж температура плавлення основних вогнетривких складових початкової маси. Як сировину при виробництві вогнетривів використовують такі матеріали:
Магнезит металургійний MgO — температура плавлення 2800 °C, густина 3 г/см3. Отримують обпалюванням магнезит MgCO3 при температурі 1500—1600°С.
Електрокорунд — температура плавлення 2050 °C, густина ≈4 г/см3.
Діоксид цирконію — температура плавлення 2700 °C, густина 5,7 гсм3.
Хромомагнезит — температура плавлення 2000 °C, густина 3,9 г/см3. Складається з MgO (40-42 %) та Cr2О3 (15 %). Його використовують у виробництві вогнестійких паст та фарб.
Хроміт (хромистий залізняк) FeO*Cr2O3 — температура плавлення 2600 °C, густина 4,6 г/см3. Використовують як заповнювач облицювальних сумішей, а також паст і фарб.
Циркон (силікат цирконію) — температура плавлення 2600 °C, густина 4,6 г/см3. Складається з ZrO2 (63 %) та SiO2 (32 %). Використовують як заповнювач облицювальних сумішей, а також паст і фарб.
Дистен-силліманіт — температура плавлення 1830 °C, густина 3,5 г/см3. Складається з алюмосилікатних матеріалів Al2O3 (57 %)та SiO2 (39 %). В основному використовують для лиття по моделям, що виплавляються.
Графіт — температура плавлення 4800 °C, густина 2,26-3,5 г/см3. Штучний графіт виготовляють з продуктів нафтової та вугільної промисловостей. Теплопровідність графітних форм рівнозначна теплопровідності металів.
Каолініт — температура плавлення 1750 °C, густина 2,6 г/см3. Складається з Al2O3*2SiO2*2H2O
Монтморилоніт — температура плавлення 1250-1300 °C, густина 1—2 г/см3. Складається з Al2O3*4SiO2*2H2O*nH2O.

## Використання
Більше половини усіх вироблених вогнетривких виробів споживає чорна металургія, де вони застосовуються для футерування вагранок, доменних печей, кауперів, виробництва сталерозливного приладдя і машинобудування.

## Стандартизація
На більшу частину вогнетривких виробів, які використовуються у чорній металургії, машинобудуванні, хімічній, нафтопереробній і інших галузях промисловості, є державні стандарти і технічні умови.